# 프원스크군

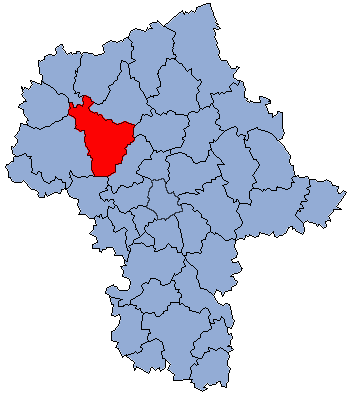
마조프셰주 지도에 표시된 프원스크군의 위치

프원스크군(폴란드어: powiat płoński)은 폴란드 마조프셰주에 위치한 군으로 군청 소재지는 프원스크이며 면적은 1,383.67km2, 인구는 87,183명(2019년 기준), 인구 밀도는 63명/km2이다.
북쪽으로는 므와바군, 치에하누프군, 동쪽으로는 푸우투스크군, 남동쪽으로는 노비드부르군, 남쪽으로는 소하체프군, 서쪽으로는 프워츠크군, 시에르프츠군, 북서쪽으로는 주로민군과 접한다. 12개 지방 자치체(2개 도시, 10개 농촌)를 관할한다.

군 문장